# 舊科列齊
50°35′23″N 27°11′50″E / 50.58972°N 27.19722°E
舊科列齊（烏克蘭語：Старий Корець），是烏克蘭西北部的村莊，隸屬里夫內州的里夫內區。該村始建於1150年，面積1.97平方公里，2001年人口730，人口密度每平方公里370.9人。